# Buota Village (ort i Marakei)
Buota Village är en ort i Kiribati.   Den ligger i örådet Marakei och ögruppen Gilbertöarna, i den norra delen av landet, 80 km norr om huvudstaden Tarawa. Buota Village ligger 10 meter över havet och antalet invånare är 259.
Terrängen runt Buota Village är mycket platt.  Närmaste större samhälle är Rawannawi Village, 4,3 km norr om Buota Village. 